# 꽃도 생명이 있다면
꽃도 생명이 있다면은 한국에서 제작된 홍일명 감독의 1958년 드라마, 멜로/로맨스 영화이다. 이민 등이 주연으로 출연하였고 명광호 등이 제작에 참여하였다.

## 출연

### 주연
- 이민
- 주증녀
- 박노식
- 주선태

### 조연
- 문미봉

## 제작진
- 조명: 이영일
- 녹음: 이경순
- 미술: 이수진